# Johann Christian Dolz

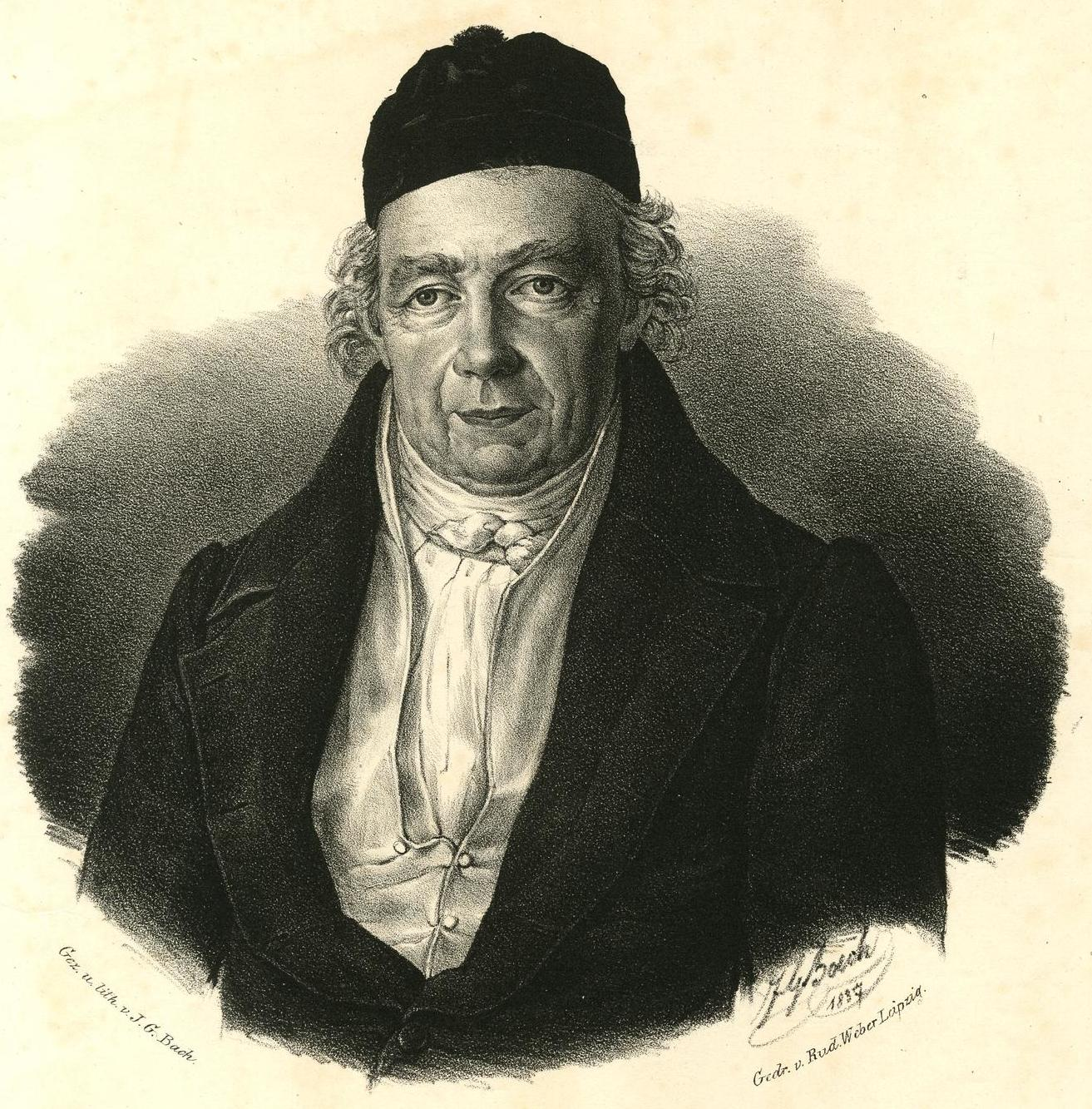
Johann Christian Dolz

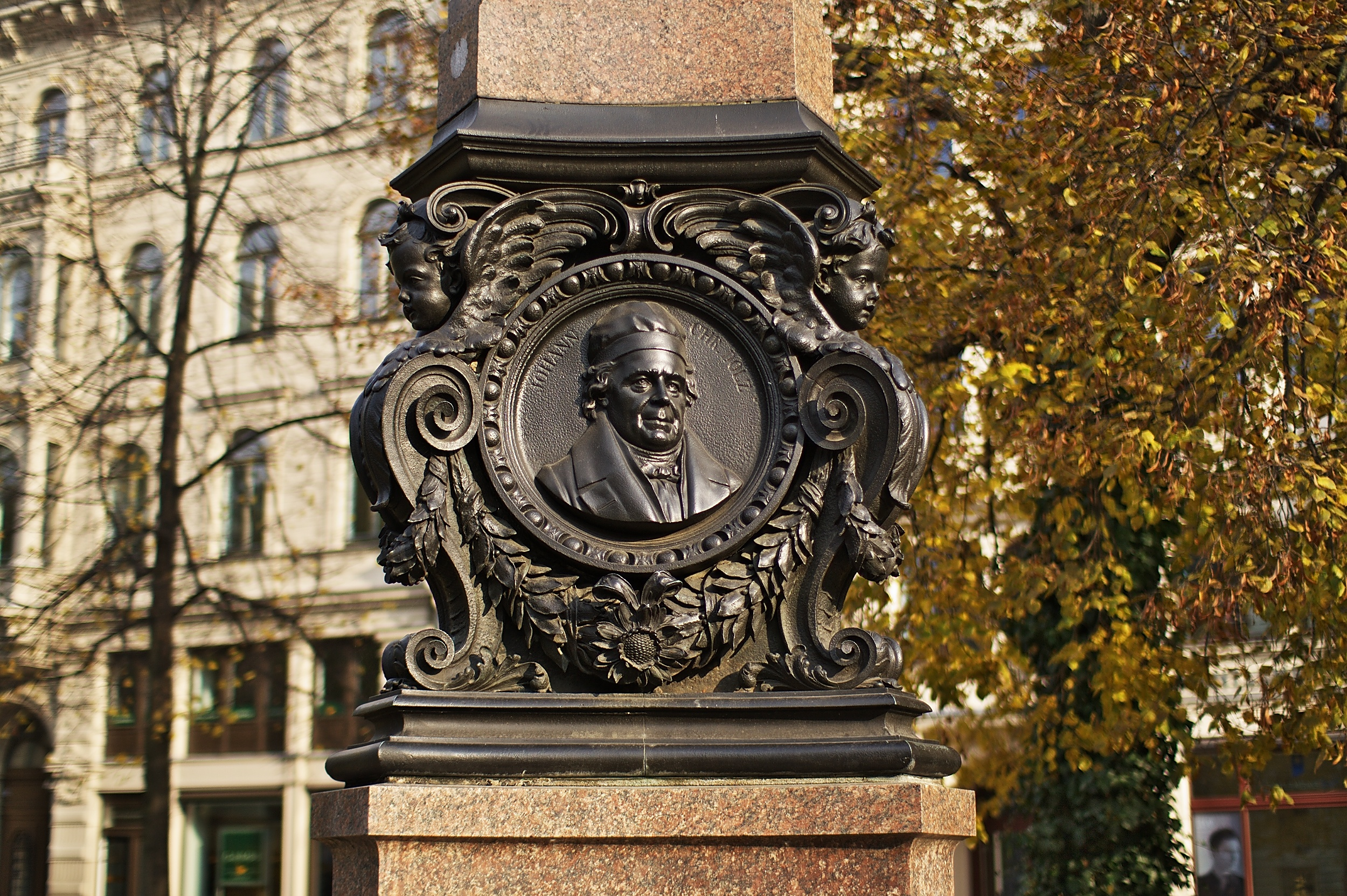
Dolz-Medailon am Plato-Dolz-Denkmal

Johann Christian Dolz (* 6. November 1769 in Golßen, Niederlausitz; † 1. Januar 1843 in Leipzig) war ein deutscher Pädagoge und evangelischer Kirchenlieddichter.

## Leben
Dolz stammte aus einer seit 1656 in Golßen ansässigen Bürgerfamilie. Er selbst war der älteste Sohn des Golßener Bürgers, Krämers, Kaufmanns und späteren Biersteuereinnehmers Johann Gottfried Dolz (* 8. April 1738 in Golßen, † 12. Februar 1799 ebenda) und dessen am 6. November 1768 geheirateten Frau Christina Dorothea (geb. Heffter, * 12. August 1749 in Golßen, † 16. Februar 1821 ebenda).
Sein Neffe war der Klassische Philologe und Gymnasiallehrer Carl Friedrich Gottlob Foertsch.
In seinem Geburtsort erhielt er am 6. November 1769 in der dortigen Stadtkirche die Taufe. Seine ersten Lebensjahre verbrachte er im niederlausitzischen Geburtsort, wo er seine ersten Ansichten und Einblicke in die Lebenswelt empfang.
Nach dem Besuch der Golßener Stadtschule wurde er Schüler des Lyzeums Lübben, unter dem Rektor Carl August Thieme. Am 21. Mai 1790 immatrikulierte sich Dolz an der Universität Leipzig, wo er sich am 23. Februar 1792 den akademischen Grad eines Magisters der philosophischen Wissenschaften erwarb. Einer seiner akademischen Lehrer war unter anderem der Theologe Johann Georg Rosenmüller. Ab 1793 unterrichtete er in Leipzig als freiwilliger Mitarbeiter an der Ratsfreischule. Unter der Leitung Karl Gottlieb Platos hatte er an dieser Schule von 1800 bis 1833 das Vizedirektorat inne. Nach dem Tod Platos, 1833, übernahm er dessen Stelle.

Dolz verfasste zahlreiche, insbesondere religions- und geschichtsdidaktische, Schriften. Von 1806 bis 1824 gab er eine „Jugendzeitung“ heraus, von 1812 an ein „Taschenbuch für die Jugend“. Als Freimaurer betätigte er sich in der Leipziger Loge Linde (ab 1809 Balduin zur Linde) und wurde 1833 Ehrenmitglied Freimaurerloge der Minerva zu den drei Palmen. 1841 erhielt er die Leipziger Ehrenbürgerwürde. 1894 wurde ihm und Plato ein Denkmal in Leipzig errichtet. In Leipzig benannte man nach ihm eine Straße, welche jedoch überbaut wurde. Dolz wurde 1842 von seinen Schülern eine Stiftung gewidmet, welche aber sicherlich während der Inflationszeit erlag. 

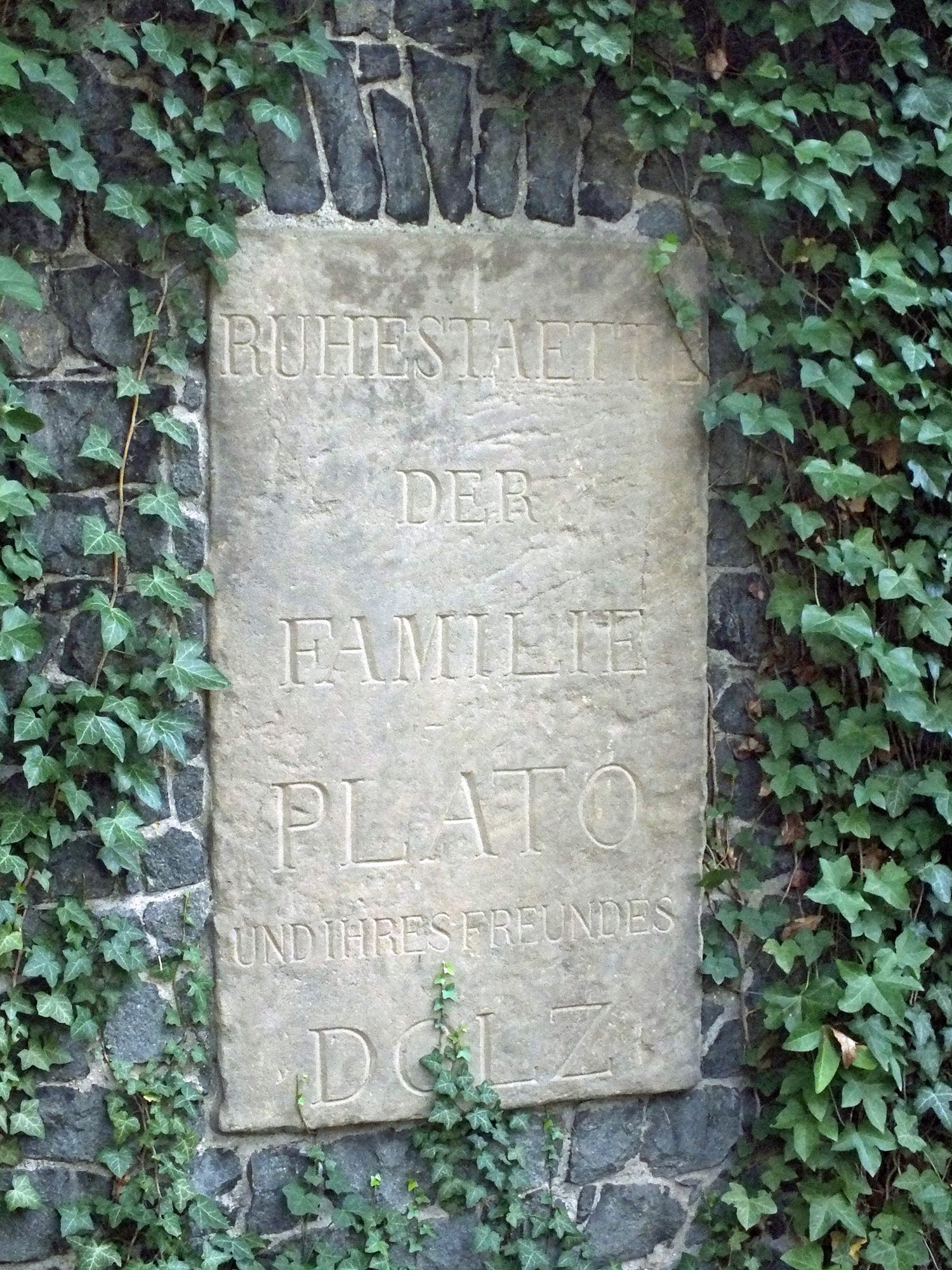
Dolz auf der Grabplatte der Familie Plato auf dem Alten Johannisfriedhof

 Seine letzte Ruhestätte fand er auf dem Alten Johannisfriedhof im Familiengrab Plato.

## Werke
- Die Rathsfreischule in Leipzig während der ersten fünfzig Jahre ihres Bestehens. Leipzig 1841.
- Christliche Religionsgesänge für Bürgerschulen. Leipzig 1793.
- Katechetische Unterredungen. 4 Sammlungen, seit 1795.
- Andachtsbuch zum Gebrauche für gebildete junge Christen bey der Feyer des Abendmahls. Leipzig 1797 (2. Auflage, Digitalisat).
- Praktische Anleitung zu schriftlichen Aufsätzen über Gegenstände des gemeinen Lebens. Johann Ambrosius Barth, Leipzig, 1798 (Digitalisat).
- Leitfaden zum Unterrichte in der Sächsischen Geschichte für Bürgerschulen. Leipzig, 1799 (Digitalisat).
- Neue Katechisationen über religiöse Gegenstände. 6 Sammlungen in 4 Theilen, 1799–1801, 1 Sammlung, Leipzig, 1799 (Digitalisat); 2 Sammlung, Leipzig, 1799 (Digitalisat); 4 Sammlung, Leipzig, 1801; 5 Sammlung, Leipzig, 1801 (Digitalisat); 6 Sammlung, Leipzig, 1801 (Digitalisat).
- Katechetische Jugendbelehrungen über weltliche und religiöse Wahrheiten. 5 Theile, 1805–1818.
- Katechetische Anleitungen zu den ersten Denkübungen. 2 Bände, Leipzig 1805 (3. Auflage, Bd. 1, Digitalisat, Bd. 2, Digitalisat).
- Abriß der allgemeinen Menschen- und Völkergeschichte. 3 Bände, Leipzig 1813.
- Leitfaden zum Unterricht in der Menschengeschichte für Bürgerschulen. Leipzig 1813 (2. Auflage, Digitalisat), Leipzig 1825 (7. Auflage).
- Lehrbuch der nothwendigen und nützlichen Kenntnisse, besonders für eine, nach weitrer Bildung strebende, Jugend. Leipzig, 1815 (Digitalisat).
- Johann Georg Rosenmüllers Leben und Wirken. Leipzig 1816 (Digitalisat).
- Leitfaden zum Unterricht in der sächsischen Geschichte. Leipzig 1823 (3. Auflage).
- Grundriß einer allgemeinen Religionsgeschichte für Schulen. Leipzig 1804.
- Versuch einer Geschichte der Stadt Leipzig. Leipzig 1818.
- Die Moden in den Taufnamen – Internet Archive. Leipzig 1825.
- Hilfsbuch zum Schön- und Rechtschreiben. Leipzig 1820 (6. Auflage).
- Anleitung zu schriftlichen Aufsätzen für Bürgerschulen. 1826 (6. Auflage).
- Anstandslehre für die Jugend. Leipzig 1825 (3. Auflage, Digitalisat).
- Lehrbuch nothwendiger und nützlicher Kenntnisse, besonders für eine, nach weitrer Bildung strebende, Jugend. Leipzig 1815 (1. Auflage), 1818 (2. Auflage).